# Andrés Sánchez Gallque
Andrés Sánchez Gallque nació en Quito, Ecuador al final del siglo XVI y murió durante la primera mitad del siglo XVII. Fue un pintor, conocido como uno de los primeros artistas de la Escuela Quiteña.

## Biografía y carrera
De lo que se conoce de Andrés fue que tenía orígenes indígenas y su carrera duró aproximadamente desde 1590 hasta 1615. Aprendió el oficio de manos de Pedro Bedón (también llamado Pedro Pintor), gracias a que formó parte de la Cofradía de Nuestra Señora del Rosario de los Naturales, fundada Pedro. Fue prioste por tres años: 1599, 1604 y 1605.
También sabemos que además de pintor fue escultor por un contrato firmado entre él y Diego Pilamuga para la construcción de un retablo para la iglesia de Santiago en Chimbo. Aunque en la actualidad la iglesia no sobrevive, es de mucha importancia el contrato firmado debido a que muestra entre otras cosas, los derechos que tenían ambos indígenas no solo a la propiedad sino también a su intercambio a través de instrumentos legales como la firma del contrato. Este se había llevado a cabo en 1592 entre ambos indígenas que habían aprendido el castellano, y se firmó de manera independiente (o privada) aunque enmarcado dentro del derecho indiano. Además, también muestra que esto se podía llevar a cabo entre personas de distintos trasfondos sociales puesto que Pilamunga era un indígena noble, mientras que Sánchez era de la clase local plebeya de estudiantes que habían sido entrenados en el Colegio de San Andrés.

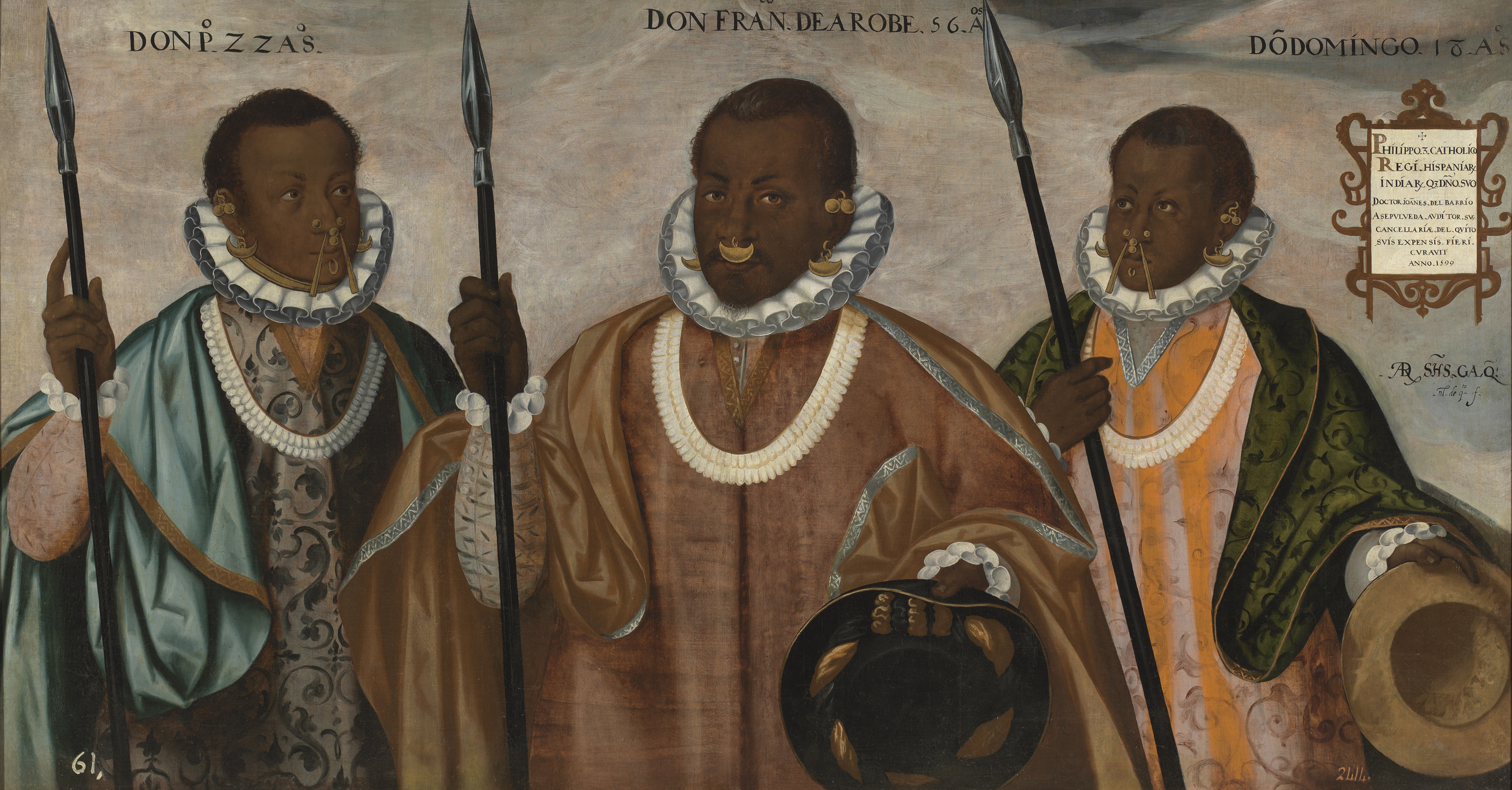
Los mulatos de Esmeraldas por Andrés Sánchez Gallque

La importancia de Andrés Sánchez se debe a que su cuadro "Los tres mulatos de Esmeraldas" es uno de los primeros cuadros con firma y fecha, algo que no era usual en esa época en la que más bien el anonimato era la regla. Además, al ser considerado dentro de la corriente manierista, es uno de los pocos cuadros que al mismo tiempo son de la Escuela Quiteña pero que en su estética no pertenecen al barroco, (aunque también hubo pintores en el estilo rococó como Manuel de Samaniego). El cuadro muestra a tres integrantes de la familia Arobe: Francisco, Pedro y Domingo. Estas tres personas son descendientes de los primeros pobladores de Esmeraldas, y de un esclavo de origen africano que después del naufragio logró su libertad. A pesar de formar parte de una comunidad independiente, al llegar a Quito y permitir ser pintados, estaban mostrándose como súbditos del rey. El cuadro fue enviado a España como un regalo el día de la coronación de Felipe III.

## Obras
A Andrés Sánchez se le atribuyen los siguientes cuadros: 
- Pedro Portugal
- Santa Isabel de Hungría
- San Luis de Francia
- Sancho de Castilla
- Sancha de Nápoles
- Sancha de Castilla
- María de Nápoles
- Alfonso de Portugal
- Señor de la Columna
- La negación de san Pedro